# Christine Tauber
Christine Tauber (* 1967) ist eine deutsche Kunsthistorikerin.

## Leben
Christine Tauber studierte Kunstgeschichte, Geschichte, Germanistik, Romanistik und Philosophie in Bonn und in Paris an der École normale supérieure und an der Université Paris-Sorbonne mit dem Abschluss der Maîtrise. Von 1993 bis 2001 war sie Wissenschaftliche Assistentin am Historischen Seminar der Universität Bonn. 1997 wurde sie in Bonn promoviert, die Habilitation folgte 2005 in Konstanz. Von 2008 bis 2010 erhielt sie ein Forschungsstipendium der Gerda Henkel Stiftung. Sie war Stipendiatin der Studienstiftung des deutschen Volkes, auf deren Sommerakademien und Wissenschaftlichen Kollegs sie unterrichtete.
Seit 2008 lehrt sie am Institut für Kunstgeschichte der Universität München, zunächst als Gastdozentin bzw. Privatdozentin und ab 2015 als Professorin. Seit 2010 arbeitet sie hauptberuflich als wissenschaftliche Mitarbeiterin am Zentralinstitut für Kunstgeschichte in München, wo sie als Redakteurin für die Zeitschrift Kunstchronik tätig ist.
Ihre Forschungsschwerpunkte sind: Interferenzen von Kunst und Politik vom 15. bis ins 20. Jahrhundert (vor allem in der Kunst des französischen Revolutionszeitalters, Patronageforschung), französische Renaissance und italienischer Manierismus, Historismus, Klassizismus, Kunstgeschichtsschreibung im 19. Jahrhundert sowie der postmodernen Kunsttheorie.

## Schriften (Auswahl)
- Jacob Burckhardts Cicerone. Eine Aufgabe zum Genießen. Tübingen: Niemeyer 2000. Zugleich Dissertation Universität Bonn. (Reihe der Villa Vigoni. 13.) ISBN 978-3-484-67013-6
- Ästhetischer Despotismus. Eugène Delacroix’ „Tod des Sardanapal“ als Künstlerchiffre. Konstanz: Universitätsverl. 2006. (Konstanzer Universitätsreden. 223.) ISBN 3-87940-803-3
- Manierismus und Herrschaftspraxis. Die Kunst der Politik und die Kunstpolitik am Hof von François Ier. Berlin: Akademie Verlag 2009. Zugl. Habilitationsschrift Universität Konstanz. (Studien aus dem Warburg-Haus. 10.) ISBN 978-3-05-004565-8
- Bilderstürme der Französischen Revolution: die Vandalismus-Berichte des Abbé Grégoire. Freiburg im Breisgau: Rombach 2009. ISBN 978-3-7930-9591-0
- Armand-Guy Kersaint, Abhandlung über die öffentlichen Baudenkmäler. Paris 1791/92. Heidelberg: Manutius Verlag 2010. (Texte zur Wissensgeschichte der Kunst, Bd. 3). ISBN 978-3-934877-79-5
- Ludwig II. Das phantastische Leben des Königs von Bayern. München: C. H. Beck 2013. ISBN 978-3-406-65197-7

Herausgeberschaften
- mit Günter Oesterle und Bernd Roeck (Hrsg.): Italien in Aneignung und Widerspruch. Tübingen: Niemeyer 1996. (Reihe der Villa Vigoni. 10.)
- Jacob Burckhardt: Die Kunst der Malerei in Italien. Mit einem Essay von Marc Sieber. München: Beck 2003. ISBN 978-3-406-49816-9
- Leon Battista Alberti: Vita. Lateinisch-deutsch. Frankfurt a. M./Basel: Stroemfeld/Roter Stern 2004. ISBN 978-3-87877-936-0
- mit Ulrich Oevermann und Johannes Süßmann (Hrsg.): Die Kunst der Mächtigen und die Macht der Kunst. Untersuchungen zu Mäzenatentum und Kulturpatronage. Berlin: Akademie Verlag 2007. (Wissenskultur und gesellschaftlicher Wandel, Bd. 20). ISBN 978-3-05-004223-7
- mit Dietrich Erben (Hrsg.): Politikstile und die Sichtbarkeit des Politischen in der Frühen Neuzeit. Passau: Dietmar Klinger Verlag 2016. (Veröffentlichungen des Zentralinstituts für Kunstgeschichte in München. 39.) ISBN 978-3-86328-146-5
- mit Ulrich Pfisterer (Hrsg.): Einfluss, Strömung, Quelle. Aquatische Metaphern der Kunstgeschichte. Bielefeld: transcript Verlag 2019. (Veröffentlichungen des Zentralinstituts für Kunstgeschichte in München. 47.) ISBN 978-3-8376-4388-6

Tauber ist Mitherausgeberin der Bände 2 und 3 (Der Cicerone) sowie 26 und 27 (Vorlesungen zur Neueren Geschichte) der Gesamtausgabe der Werke von Jacob Burckhardt (JBW).
Sie hat zahlreiche Beiträge zu Sammelwerken und Essays in internationalen Fachzeitschriften veröffentlicht, u. a. in: Archiv für Kulturgeschichte, Kunstchronik, Francia, Marburger Jahrbuch für Kunstwissenschaft, Münchner Jahrbuch der bildenden Kunst, wagnerspectrum, Zeitschrift für Ideengeschichte, Zeitschrift für Kunstgeschichte. Außerdem hat sie seit 1989 eine Vielzahl von Artikeln für die Frankfurter Allgemeine Zeitung und die Süddeutsche Zeitung geschrieben.